# Rally de Finlandia de 2009
El Rally de Finlandia de 2009, oficialmente 59th Neste Oil Rally Finland, fue la 59.ª edición y la novena ronda de la temporada 2009 del Campeonato Mundial de Rally. Se celebró en los alrededores de Jyväskylä, Finlandia Central, entre el 30 de julio y el 2 de agosto y contó con un itinerario de veintitrés tramos sobre tierra que sumaban un total de 345.15 km cronometrados.
La edición de 2009, supuso el debut en el mundial para Kimi Räikkönen que lo hacía a bordo de un Fiat Grande Punto S2000 y terminaba fuera de carrera tras una salida de pista en el tramo diecinueve.

## Itinerario y ganadores
| Día           | Tramo | Hora  | Tramo         | Distancia | Ganador                            | Tiempo  | Líder rally    |
| ------------- | ----- | ----- | ------------- | --------- | ---------------------------------- | ------- | -------------- |
| 1 (30-31 Jul) | SS1   | 19:00 | Killeri 1     | 2.06 km   | Sébastien Loeb                     | 1:20.3  | Sébastien Loeb |
| 1 (30-31 Jul) | SS2   | 7:38  | Jukojärvi 1   | 22.29 km  | Mikko Hirvonen                     | 10:36.2 | Mikko Hirvonen |
| 1 (30-31 Jul) | SS3   | 8:11  | Kruununperä 1 | 13.51 km  | Mikko Hirvonen                     | 6:29.9  | Mikko Hirvonen |
| 1 (30-31 Jul) | SS4   | 8:59  | Mökkiperä 1   | 13.64 km  | Sébastien Loeb                     | 6:42.2  | Mikko Hirvonen |
| 1 (30-31 Jul) | SS5   | 9:46  | Palsankylä 1  | 13.92 km  | Sébastien Loeb                     | 7:06.7  | Mikko Hirvonen |
| 1 (30-31 Jul) | SS6   | 13:02 | Jukojärvi 2   | 22.29 km  | Mikko Hirvonen                     | 10:25.2 | Mikko Hirvonen |
| 1 (30-31 Jul) | SS7   | 13:35 | Kruununperä 2 | 13.51 km  | Mikko Hirvonen                     | 6:22.3  | Mikko Hirvonen |
| 1 (30-31 Jul) | SS8   | 14:23 | Mökkiperä 2   | 13.64 km  | Sébastien Loeb                     | 6:37.0  | Mikko Hirvonen |
| 1 (30-31 Jul) | SS9   | 15:10 | Palsankylä 2  | 13.92 km  | Sébastien Loeb                     | 7:01.6  | Mikko Hirvonen |
| 1 (30-31 Jul) | SS10  | 20:00 | Killeri 2     | 2.06 km   | Sébastien Loeb                     | 1:20.2  | Mikko Hirvonen |
| 2 (1 Ago)     | SS11  | 7:13  | Leustu 1      | 21.35 km  | Mikko Hirvonen                     | 10:04.8 | Mikko Hirvonen |
| 2 (1 Ago)     | SS12  | 8:02  | Himos 1       | 20.94 km  | Mikko Hirvonen                     | 10:31.7 | Mikko Hirvonen |
| 2 (1 Ago)     | SS13  | 9:25  | Surkee 1      | 14.95 km  | Mikko Hirvonen                     | 8:01.2  | Mikko Hirvonen |
| 2 (1 Ago)     | SS14  | 11:37 | Leustu 2      | 21.35 km  | Mikko Hirvonen                     | 10:03.4 | Mikko Hirvonen |
| 2 (1 Ago)     | SS15  | 12:26 | Himos 2       | 20.94 km  | Mikko Hirvonen                     | 10:35.4 | Mikko Hirvonen |
| 2 (1 Ago)     | SS16  | 13:49 | Surkee 2      | 14.95 km  | Jari-Matti Latvala                 | 7:59.7  | Mikko Hirvonen |
| 2 (1 Ago)     | SS17  | 16:11 | Urria         | 12.75 km  | Mikko Hirvonen                     | 5:55.5  | Mikko Hirvonen |
| 2 (1 Ago)     | SS18  | 17:19 | Kavala        | 10.35 km  | Jari-Matti Latvala Sébastien Ogier | 5:10.1  | Mikko Hirvonen |
| 2 (1 Ago)     | SS19  | 17:52 | Väärinmaja    | 29.29 km  | Jari-Matti Latvala                 | 14:56.3 | Mikko Hirvonen |
| 3 (2 Ago)     | SS20  | 8:17  | Hannula       | 10.82 km  | Jari-Matti Latvala                 | 5:41.1  | Mikko Hirvonen |
| 3 (2 Ago)     | SS21  | 8:58  | Myhinpää 1    | 15.06 km  | Sébastien Loeb                     | 6:59.1  | Mikko Hirvonen |
| 3 (2 Ago)     | SS22  | 10:51 | Myhinpää 2    | 15.06 km  | Jari-Matti Latvala                 | 6:52.1  | Mikko Hirvonen |
| 3 (2 Ago)     | SS23  | 12:18 | Ruuhimäki     | 6.5 km    | Jari-Matti Latvala                 | 3:12.4  | Mikko Hirvonen |

## Clasificación final

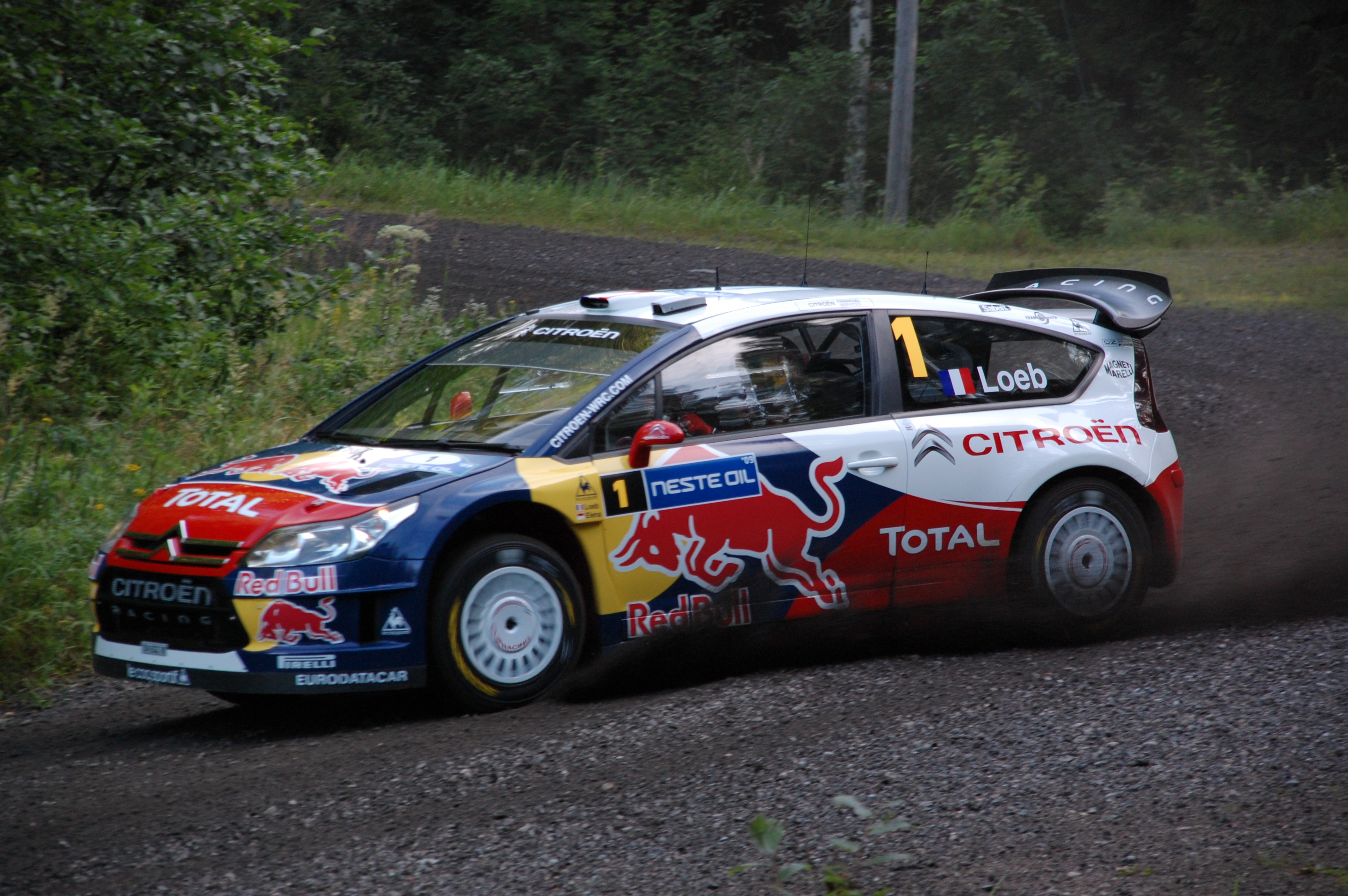
Loeb fue segundo tras Hirvonen, el ganador de la prueba.

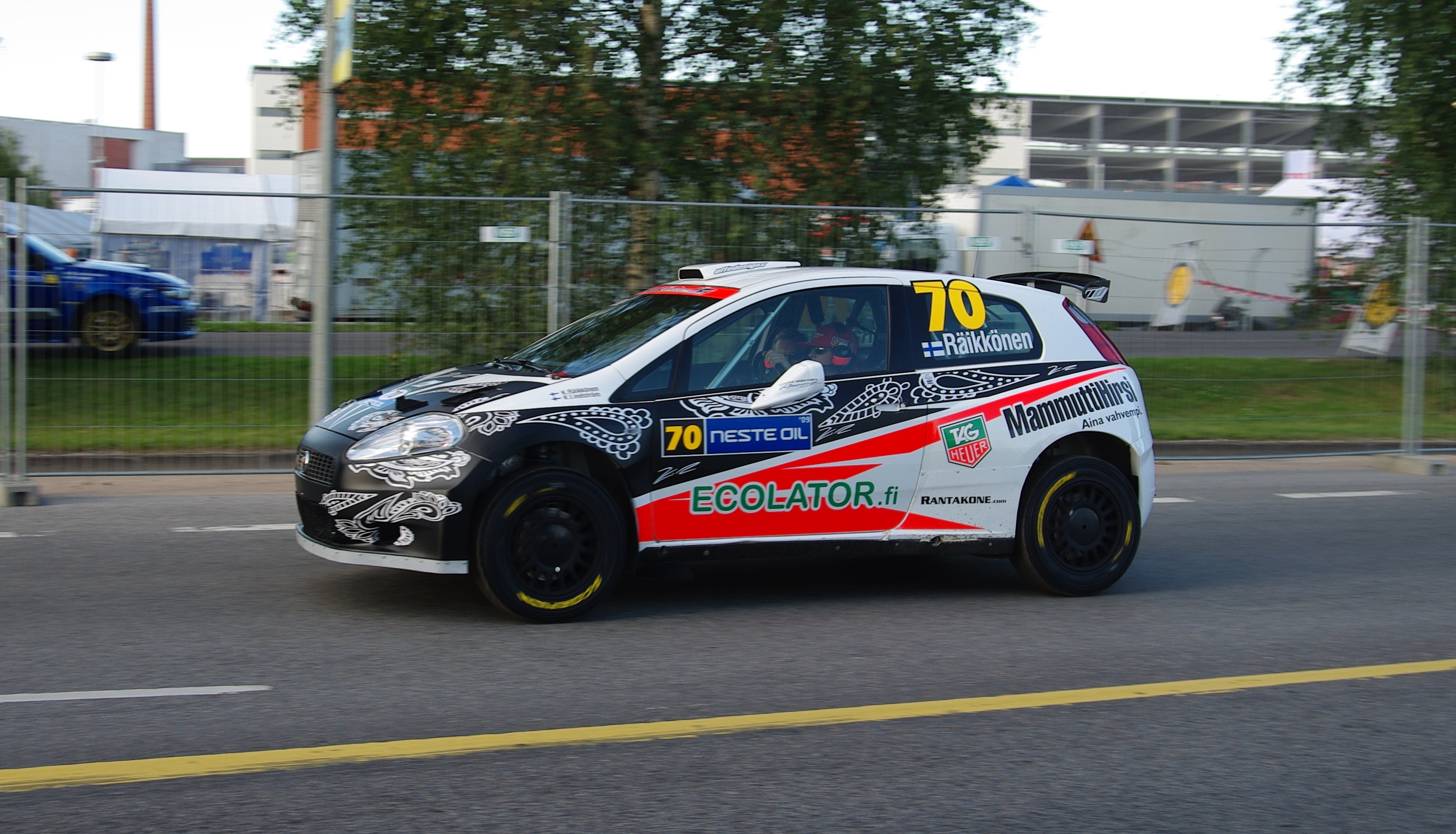
El campeón del mundo de Fórmula 1 Kimi Räikkönen hizo su debut en el mundial de rallyes con un Super 2000.

| Pos.    | Piloto                | Copiloto           | Automóvil               | Tiempo    | Diferencia | Puntos  |
| General | General               | General            | General                 | General   | General    | General |
| ------- | --------------------- | ------------------ | ----------------------- | --------- | ---------- | ------- |
| 1       | Mikko Hirvonen        | Jarmo Lehtinen     | Ford Focus RS WRC 09    | 2:50:40.9 | 0.0        | 10      |
| 2       | Sébastien Loeb        | Daniel Elena       | Citroën C4 WRC          | 2:51:06.0 | +25.1      | 8       |
| 3       | Jari-Matti Latvala    | Miikka Anttila     | Ford Focus RS WRC 09    | 2:51:30.8 | +49.9      | 6       |
| 4       | Dani Sordo            | Marc Martí         | Citroën C4 WRC          | 2:51:47.0 | +1:06.1    | 5       |
| 5       | Matti Rantanen        | Mikko Lukka        | Ford Focus RS WRC 08    | 2:54:59.1 | +4:18.2    | 4       |
| 6       | Sébastien Ogier       | Julien Ingrassia   | Citroën C4 WRC          | 2:54:59.4 | +4:18.5    | 3       |
| 7       | Jari Ketomaa          | Mika Stenberg      | Subaru Impreza WRC 2007 | 2:55:48.4 | +5:07.5    | 2       |
| 8       | Matthew Wilson        | Scott Martin       | Ford Focus RS WRC 08    | 2:57:14.5 | +6:33.6    | 1       |
| JWRC    |                       |                    |                         |           |            |         |
| 1       | Martin Prokop         | Jan Tománek        | Citroën C2 S1600        | 3:17:03.1 | 0.0        | 10      |
| 2       | Kalle Pinomäki        | Matti Kaskinen     | Renault Clio R3         | 3:17:58.6 | +55.5      | 8       |
| 3       | Michał Kościuszko     | Maciek Szczepaniak | Suzuki Swift S1600      | 3:20:24.0 | +3:20.9    | 6       |
| 4       | Aaron Nikolai Burkart | Michael Kölbach    | Suzuki Swift S1600      | 3:20:53.5 | +3:50.4    | 5       |
| 5       | Mark Wallenwein       | Stefan Kopczyk     | Renault Clio R3         | 3:30:28.6 | +13:25.5   | 4       |
| 6       | Simone Bertolotti     | Luca Celestini     | Suzuki Swift S1600      | 3:34:19.0 | +17:15.9   | 3       |
| 7       | Hans Weijs, Jr.       | Bjorn Degandt      | Citroën C2 S1600        | 3:51:17.8 | +34:14.7   | 2       |

## Campeonato
- Campeonato de pilotos, tras la disputa del rally de Finlandia:[2]

| Pos. | Piloto                | IRL | NOR | CYP | POR | ARG | ITA | GRE | POL | FIN | AUS | ESP | GBR | Pts |
| ---- | --------------------- | --- | --- | --- | --- | --- | --- | --- | --- | --- | --- | --- | --- | --- |
| 1    | Mikko Hirvonen        | 3   | 2   | 2   | 2   | Ret | 2   | 1   | 1   | 1   |     |     |     | 68  |
| 2    | Sébastien Loeb        | 1   | 1   | 1   | 1   | 1   | 4   | Ret | 7   | 2   |     |     |     | 65  |
| 3    | Dani Sordo            | 2   | 5   | 4   | 3   | 2   | 23  | 12  | 2   | 4   |     |     |     | 44  |
| 4    | Jari-Matti Latvala    | 14  | 3   | 12  | Ret | 6   | 1   | 3   | Ret | 3   |     |     |     | 31  |
| 5    | Henning Solberg       | 4   | 4   | 18  | 5   | 3   | 8   | 15  | 3   | 30  |     |     |     | 27  |
| 6    | Petter Solberg        |     | 6   | 3   | 4   | Ret | 3   | Ret | 4   | Ret |     |     |     | 25  |
| 7    | Matthew Wilson        | 7   | 7   | 5   | Ret | 5   | 6   | 14  | 5   | 8   |     |     |     | 20  |
| 8    | Sébastien Ogier       | 6   | 10  | Ret | 17  | 7   | Ret | 2   | Ret | 6   |     |     |     | 16  |
| 9    | Federico Villagra     |     |     | 7   | 7   | 4   | Ret | 4   |     | 11  |     |     |     | 14  |
| 10   | Conrad Rautenbach     | 18  | Ret | 6   | Ret | Ret | 9   | 5   | 8   | Ret |     |     |     | 8   |
| 11   | Mads Østberg          |     | 9   |     | 6   |     | 7   | 7   | Ret | Ret |     |     |     | 7   |
| 12   | Khalid al-Qassimi     | 8   |     | 8   | 8   |     | 16  | 6   |     | 9   |     |     |     | 6   |
| 13   | Evgeny Novikov        |     | 12  | Ret | Ret |     | 5   | 16  | 9   | Ret |     |     |     | 4   |
| 13   | Chris Atkinson        | 5   |     |     |     |     |     |     |     |     |     |     |     | 4   |
| 13   | Matti Rantanen        |     |     |     |     |     |     |     |     | 5   |     |     |     | 4   |
| 16   | Krzysztof Hołowczyc   |     |     |     |     |     |     |     | 6   |     |     |     |     | 3   |
| 17   | Jari Ketomaa          |     |     |     |     |     |     |     |     | 7   |     |     |     | 2   |
| 18   | Nasser Al-Attiyah     |     |     | 11  | 16  | 8   | 10  | 9   |     |     |     |     |     | 1   |
| 18   | Urmo Aava             | 10  | 8   |     |     |     |     |     |     | 29  |     |     |     | 1   |
| 18   | Lambros Athanassoulas |     |     |     |     |     |     | 8   |     |     |     |     |     | 1   |